# 英連邦戦死者墓地 (テヘラン市)
テヘラン英連邦戦死者墓地（テヘランえいれんぽうせんししゃぼち、英語: Tehran War Cemetery）は、イラン・イスラム共和国の首都テヘラン市に造営された、イギリス連邦の戦没者を弔う軍人墓地である。

## 概要
本墓地はテヘランの中心地よりやや離れたゴルハクに所在するゴルハク庭園（イギリスが所有し、駐イラン英国大使公邸を始め、イギリス外交官公用宿舎などが点在する）の敷地内にて、1962年に設置された。
本墓地では第一次世界大戦及び第二次世界大戦において、イギリス連邦軍に従軍して戦死を遂げた兵士が500人以上葬られている。
また本墓地の敷地内には第一次世界大戦当時、ペルシャと呼称していたイランにおいて命を落としたインド、ニュージーランド、イギリスの軍人らの慰霊碑である『テヘラン・メモリアル』（Tehran Memorial）も建立されている。
本墓地では墓所が不明若しくは、墓地の維持不能なロシア近隣の戦没者のための慰霊施設も存在する。